# Margit Schumann
Margit Schumann (Waltershausen, 1952. szeptember 14. – Oberhof, 2017. április 11.) olimpiai bajnok német szánkós.

## Pályafutása
Az 1972-es szapporói olimpián bronzérmet szerzett. Négy év múlva, az 1976-os innsbrucki olimpián aranyérmes lett. Az 1980-as Lake Placid-i olimpián hatodik helyezést ért el. 1973 és 1977 között négy világbajnoki aranyérmet nyert. 1973 és 1979 között az Európa-bajnokságokon három arany- és egy-egy ezüst- és bronzérmet nyert.

## Sikerei, díjai
- Olimpiai játékok – női egyes
  - aranyérmes: 1976, Innsbruck
  - bronzérmes: 1972, Szapporo
- Világbajnokság – női egyes
  - aranyérmes (4): 1973, 1974, 1975, 1977
- Európa-bajnokság – női egyes
  - aranyérmes (3): 1973, 1974, 1975
  - ezüstérmes: 1977
  - bronzérmes: 1979